# Mireia Martínez López
Mireia Martínez López   (la Pobla de Vallbona, 21 d'abril de 2005) és una gimnasta rítmica valenciana.

## Vida personal
Es va iniciar a l'esport a quatre anys a la Pobla de Vallbona, va arribar a aquest esport per casualitat quan caminava pel complex esportiu de la seva ciutat natal i va veure unes noies practicant gimnàstica rítmica.

## Trajectòria
Entrena dues vegades al dia al Centre d'Alt Rendiment (CAR) de Madrid. L'any 2021 Martínez va participar al Campionat del Món al costat d'Inés Bergua, Ana Gayan, Valeria Márquez, Uma Mendez i Patricia Pérez, quedant 12è al All-Around i 5è a la final de 3 cèrcols + 4 clubs.
El grup va debutar l'any 2022 a la Copa del Món de Sofia, va quedar 5è a l'All-Around i 5 cèrcols i 6è amb 3 cintes + 2 pilotes. A Bakú van ser 12è a l'All-Around i, per tant, no es van classificar per a la final de l'esdeveniment. Un mes després a Pamplona van aconseguir el bronze a l'All-Around i la plata amb 5 cèrcols. A Portimão van guanyar 3 medalles de plata. Van guanyar All-Around bronze i 5 cèrcols i plata amb 3 cintes + 2 pilotes a Cluj-Napoca. Mireia va participar, amb Ana Arnau, Inés Bergua, Valeria Márquez, Patricia Pérez i Salma Solaun a l'Europeu 2022 a Tel-Aviv, aconseguint la plata a la final de 3 cintes + 2 pilotes, i al Mundial de Sofia on el conjunt espanyol va guanyar tres medalles de bronze: All-Around (que els va guanyar un lloc per als Jocs Olímpics de 2024), 5 cèrcols i equip.
Va participar als Jocs Olímpics de París 2024 amb el conjunt espanyol de gimnàstica rítmica, que no es va classificar per la final, després de quedar en desena posició en la classificació.